# Всемирный союз баптистов
Всеми́рный сою́з бапти́стов, или Всеми́рный бапти́стский алья́нс (англ. World Baptist Alliance) — крупнейшее международное объединение христианских религиозных организаций, исповедующих баптистское вероучение.
Основан 17 июля 1905 года в Лондоне на первом Всемирном съезде баптистов. В 1911-1928 годах одним из вице-президентов Всемирного союза баптистов был представитель России Иван Степанович Проханов.
В настоящее время объединяет 214 баптистских союзов, действующих практически во всех регионах мира.
Руководство ВБА осуществляют Всемирные конгрессы баптистов, проходящие каждые пять лет, в промежутке между которыми коллегиальное руководство осуществляет Совет ВБА. Высшими исполнительными органами являются президент, генеральный секретарь и шестнадцать вице-президентов. Кроме того, в составе альянса выделяется шесть региональных подразделений:
- Азиатская баптистская федерация
- Европейская баптистская федерация
- Всеафриканское баптистское содружество
- Карибское баптистское содружество
- Североамериканское баптистское содружество
- Союз баптистов Латинской Америки

С 24 ноября 1985 года местом расположения руководящих органов ВБА является г. Маклеан (штат Виргиния, США).

## Руководство
Руководство Альянсом осуществляют Генеральные секретари, избираемые на пятилетний срок с правом переизбрания. Представительские функции выполняет Президент Альянса, также избираемый на пять лет (без переизбрания), и вице-президенты, представляющие различные регионы мира.

### Генеральные секретари
В 1988-2007 годах Генеральным секретарем был д-р Дентон Лотц. 
Генеральным секретарем с 2007 года по 2017 был бывший президент Союза баптистов Ямайки Невилл Каллам (Neville Callam).
В 2017 9-м Генеральным секретарем ВБА избран Элайджа Браун (Elijah Brown), профессор религиоведения из Восточно-Техасского баптистского университета.

### Президенты
Президенты Альянса избираются на пятилетний срок без переизбрания с момента создания ВБА в 1905 году. Вместе с президентом избираются вице-президенты, представляющие все регионы мира и отвечающие за коммуникацию между регионами и ВСБ. Количество вице-президентов варьировалось на протяжении существования союза. На данный момент их насчитывается четырнадцать. 
2005-2010 Дэвид Коффи (David Coffey), Великобритания.
2010-2015 Джон Аптон, Вирджиния, США.
2015-2020  Пол Мсиза (Paul Msiza), ЮАР.
2020-настоящее время Томас Макки (Tomás Mackey), Аргентина. 

## Статистика
Данные Всемирного баптистского альянса на 1 сентября 2007 года:
| регион                                  | церквей | человек    |
| --------------------------------------- | ------- | ---------- |
| Северная Америка                        | 69 100  | 21 133 115 |
| Африка                                  | 30 519  | 7 252 801  |
| Азия                                    | 41 781  | 5 264 784  |
| Южная Америка                           | 12 053  | 1 717 151  |
| Европа                                  | 12 854  | 789 487    |
| Центральная Америка и Карибские острова | 4 417   | 513 201    |
| Ближний Восток                          | 83      | 5 450      |
| Всего                                   | 170 807 | 36 675 989 |

Следует отметить, что ряд крупных баптистских объединений, в частности, Южная баптистская конвенция США, насчитывающая свыше 16 миллионов членов, посещающих более 44 тысяч церквей, не являются членами ВБА (вышли из объединения в 2004 году) и не входят в составляемую им статистику.

### Критика
В 2004 году , Южная баптистская конвенция вышла из ВБА из-за разногласий в вопросе рукоположения женщин в пасторы и того факта, что члены союза (American Baptist Churches USA и Progressive National Baptist Convention) разрешили своим церквям благословлять однополые браки.
Тем не менее некоторые конвенции штатов, входящие в Южную баптистскую конвенцию, входят в ВБА как отдельные члены.